# Унейов
Унѐйов (на полски: Uniejów) е град в Централна Полша, Лодзко войводство, Поддембишки окръг. Административен център е на градско-селската Унейовска община. Заема площ от 12.23 км2. Към 2016 година населението му възлиза на 2984 души а гъстотата е 244 души/2.